# Pavel Kříž
Pavel Kříž (ur. 18 kwietnia 1961 w Brnie) – czeski aktor i psychoterapeuta.

## Życiorys
Urodził się i dorastał w Brnie w rodzinie pochodzenia żydowskiego. Jako dziecko uczęszczał do koła teatralnego, grał także w amatorskim zespole teatralnym „Pírko” i mając 15 lat był członkiem dziecięcego studia Teatru „Na provázku”. Początkowo chciał studiować medycynę, w ostatniej klasie szkoły podstawowej zdecydował się na naukę w gimnazjum, do którego jednak nie został przyjęty ze względów politycznych. Studiował więc fotografię i występował w różnych amatorskich grupach teatralnych. 
Debiutem filmowym Pavla Kříža była rola ucznia Roberta w komedii romantycznej Kwiaty dla pani na zamku (Kopretiny pro zámeckou paní, 1981) z udziałem Františka Huska. Większą uwagę zwrócił na siebie jako nastoletni licealista Štěpán Šafránek, obdarzony talentem poetyckim w lirycznej komedii Jak świat traci poetów (Jak svět přichází o básníky, 1982) oraz sequelach – Jak poeci tracą iluzje (Jak básníci přicházejí o iluze, 1985) i Koniec poetów w Czechach (Konec básníků v Čechách, 1993), kowal Mikeš w baśni Boženy Němcovej O dzielnym kowalu (O statečném kováři, 1983), Gustav w dramacie Lewe skrzydło (Levé křídlo, 1983), Rosťa Hlaváč w dramacie Atomowa katedra (Atomová katedrála, 1984), Honza w dramacie Václava Matějki Noc szmaragdowego księżyca (Noc smaragdového měsíce, 1985) i nauczyciel Miroslav Dudek w trudnym okresie po wojnie w dramacie Kto się boi, ucieka (Kdo se bojí, utíká, 1987).
W 1984 ukończył Konserwatorium Praskie. W latach 1984–1987 był związany z teatrem im. E. F. Buriana. W 1987 przeniósł się do Klubu Dramatycznego w Pradze. 
Po wyemigrowaniu do Wielkiej Brytanii, pracował w kilku zawodach. W 1987 przeniósł się do Kanady, gdzie studiował psychoterapię na Uniwersytecie Kolumbii Brytyjskiej w Vancouver.
W 2010 wziął udział w czwartej edycji programu telewizyjnego StarDance ...když hvězdy tančí, wygrał ten konkurs wraz z tancerką Alicją Stodůlkovą.
Był żonaty z kanadyjską ilustratorką książek Bonnie Glover, która zmarła. Zawarł związek małżeński z Jolaną Kijonkovą.

## Filmografia (wybór)
- 1981: Kwiaty dla pani na zamku (Kopretiny pro zámeckou paní)
- 1981: Jak świat traci poetów (Jak svět přichází o básníky)
- 1983: O dzielnym kowalu (O statečném kováři)
- 2000: Diuna – miniserial
- 2002: Zapach wanilii (Vůně vanilky)
- 2002: Doktor Żywago – miniserial
- 2003: O svatebni krajce
- 2003: Kobova garáž
- 2003: Dzieci Diuny – miniserial
- 2004: Jak básníci neztrácejí naději
- 2009: Odsouzené
- 2009: Ať žijí rytíři!
- 2009: První krok
- 2011: Mission: Impossible – Ghost Protocol
- 2015: Ostatni rycerze (Last Knights)
- 2019: Podejrzenia (Klec)
- 2019: Nabarvené ptáče